# Yahidne (oblast de Tchernihiv)
Ne doit pas être confondu avec en:Yahidne, Donetsk Oblast.
Yahidne (parfois orthographié Iaguidné) est un village situé dans le raïon de Tchernihiv, lui même situé dans l’oblast du même nom, en Ukraine.

## Historique

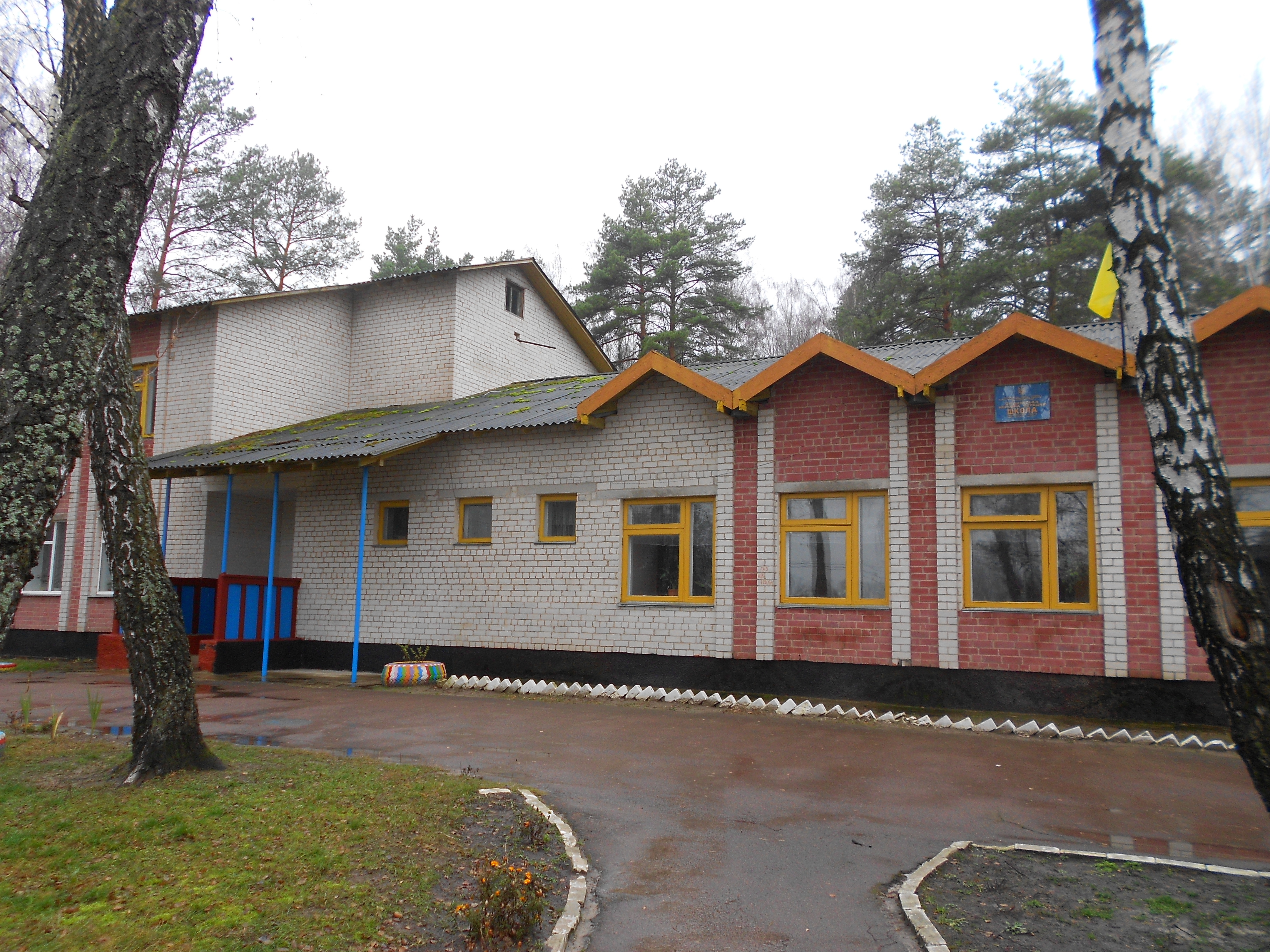
L’école primaire du village, et sa maternelle, théâtre de la séquestration des habitants en mars 2022.

Au deuxième jour de l’invasion de l’Ukraine par la Russie, le 25 février, l’armée russe prend position dans le village.
Au début du mois de mars 2022, 300 à 350 habitants retenus en otage par des soldats russes de la 55e brigade de fusiliers motorisés de montagne sont entassés pendant 26 jours dans le sous sol de l'école du village,,. L’armée russe finit par quitter le village le 31 mars, laissant derrière elle une dizaine de morts ukrainiens,.